# 가미키타다이역
가미키타다이역(일본어: 上北台駅, かみきただいえき 카미키타다이에키[*])은 일본 도쿄도 히가시야마토시에 있는 다마 도시 모노레일 다마 도시 모노레일 선의 역이다.

## 역 구조
상대식 승강장 2면 2선의 고가역이다. 역사 내 훼미리마트 가미키타다이 역점이 있다.

### 승강장
| 1・2 | 다마 도시 모노레일 선 | 다마가와조스이・다치카와키타・다카하타후도・다마 센터 방면 |

## 역 주변
- 기타타마 서부 소방서
- 히가시야마토 경찰서
- 히가시야마토 가미키타다이 우체국
- 히가시야마토시립 제4중학교
- 히가시야마토시립 제5중학교
- 코프 미라이 가미키타다이점
- 다이소 히가시야마토점
- 빅토리아 히가시야마토점
- 신오메 가도(도쿄 도도 5호 신주쿠오메 선)
- 이모쿠보 가도

## 역사
- 1998년 11월 27일: 영업 개시.

## 사진

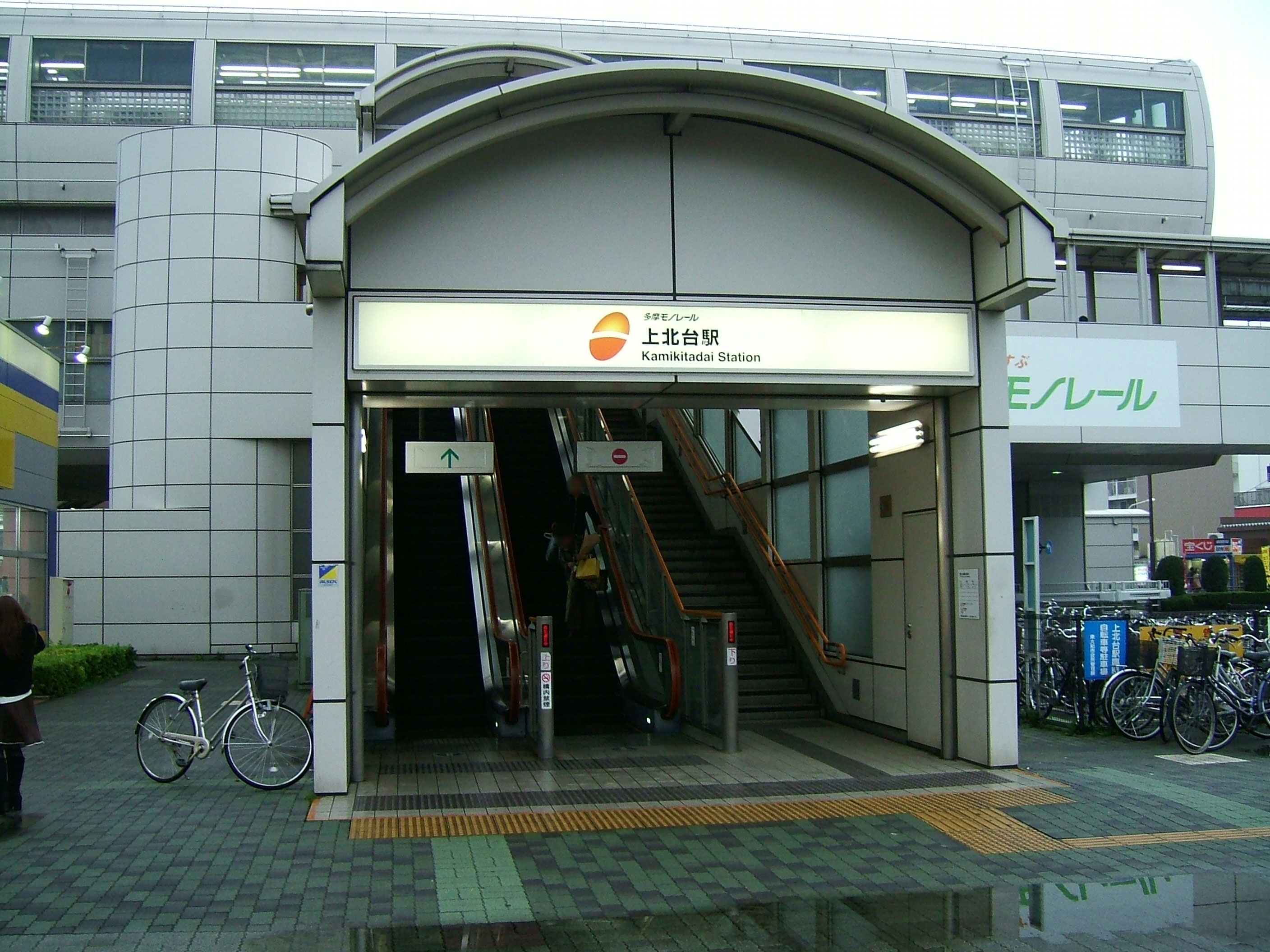
버스 터미널 방향 출입구
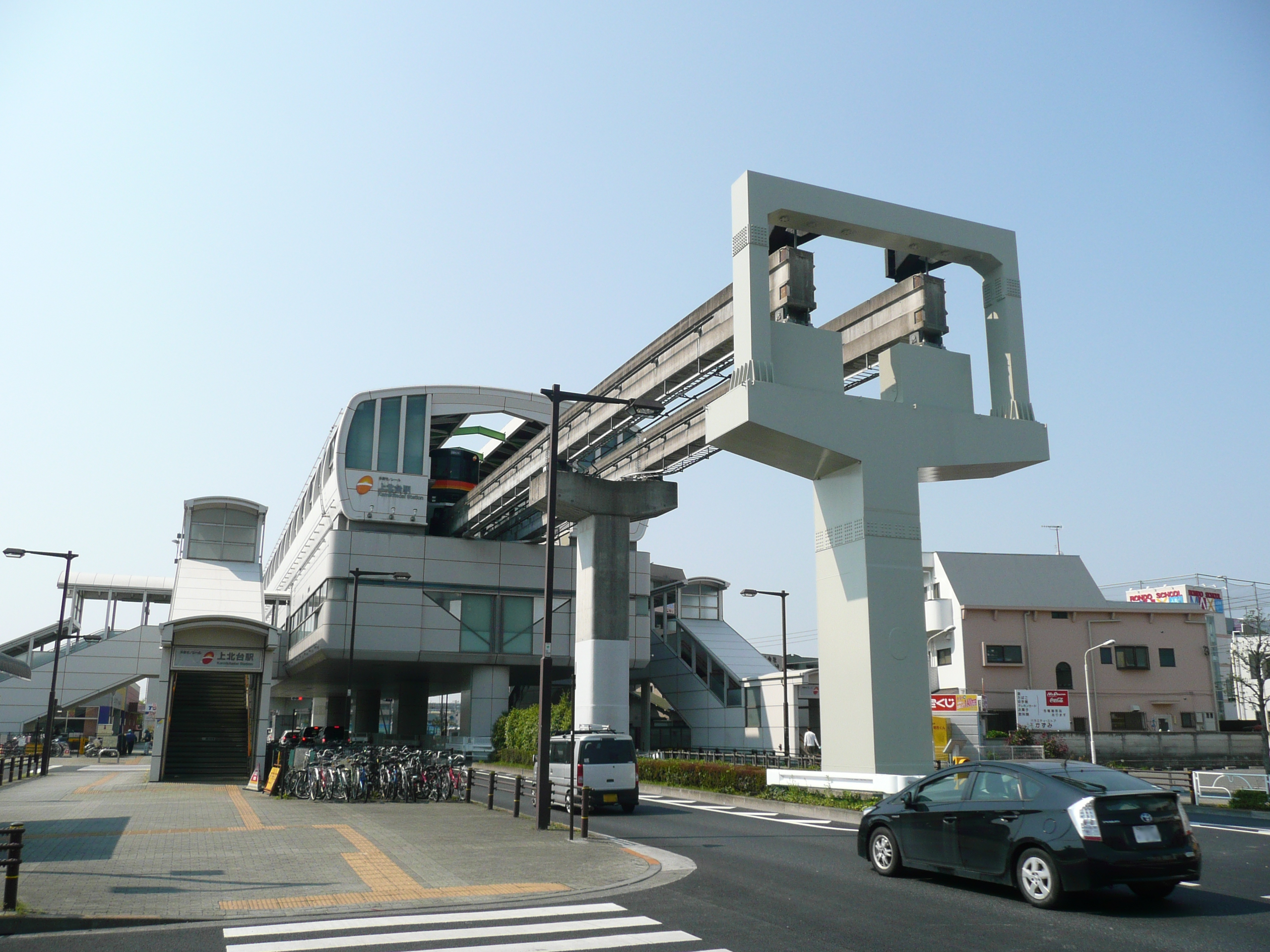
궤도의 종단부
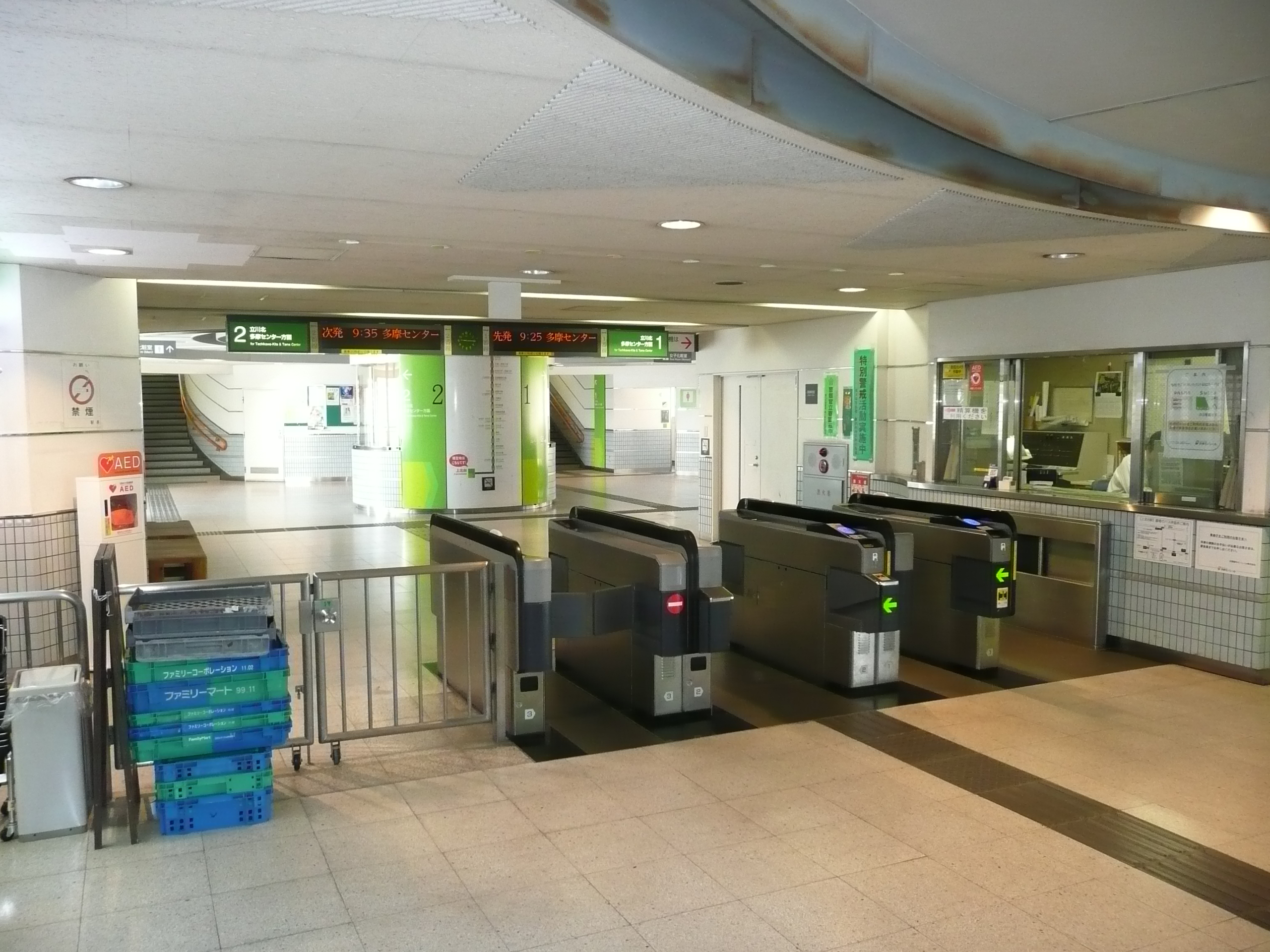
개찰구

## 인접역
| 다마 도시 모노레일 다마 도시 모노레일 선 | 다마 도시 모노레일 다마 도시 모노레일 선 | 다마 도시 모노레일 다마 도시 모노레일 선 |
| ---------------------------------------- | ---------------------------------------- | ---------------------------------------- |
| 시·종착역                                |                                          | 사쿠라카이도 다마 센터 방면              |